# 亚硫酸
亚硫酸是化学式为“H2SO3”的无机化合物，实际上是二氧化硫的水溶液。真正的亚硫酸分子只在气态有发现，液態的尚未观测到。 其对应的正盐为亚硫酸盐，酸式盐为亚硫酸氢盐。
根据拉曼光谱的数据，二氧化硫的水溶液中存在的全部是二氧化硫分子及亚硫酸氢根离子，与下列平衡有关：
{\displaystyle {\rm {SO_{2}+H_{2}O\longleftrightarrow HSO_{3}^{-}+H^{+}}}}（Ka = 1.54 × 10−2 dm3 mol−1，pKa = 1.81）
二氧化硫水溶液具有还原性。

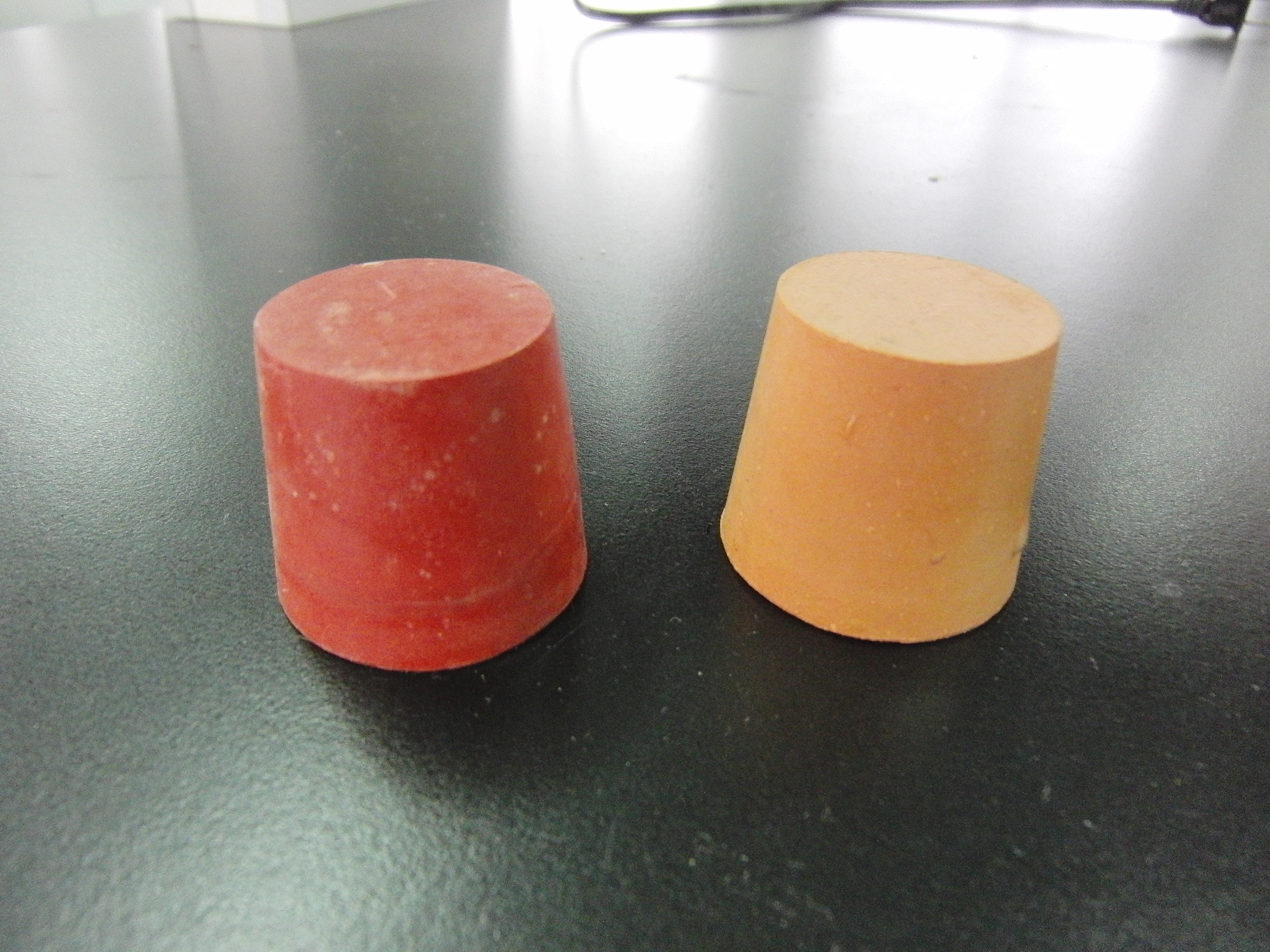
經由二氧化硫水溶液漂白前後之橡皮塞
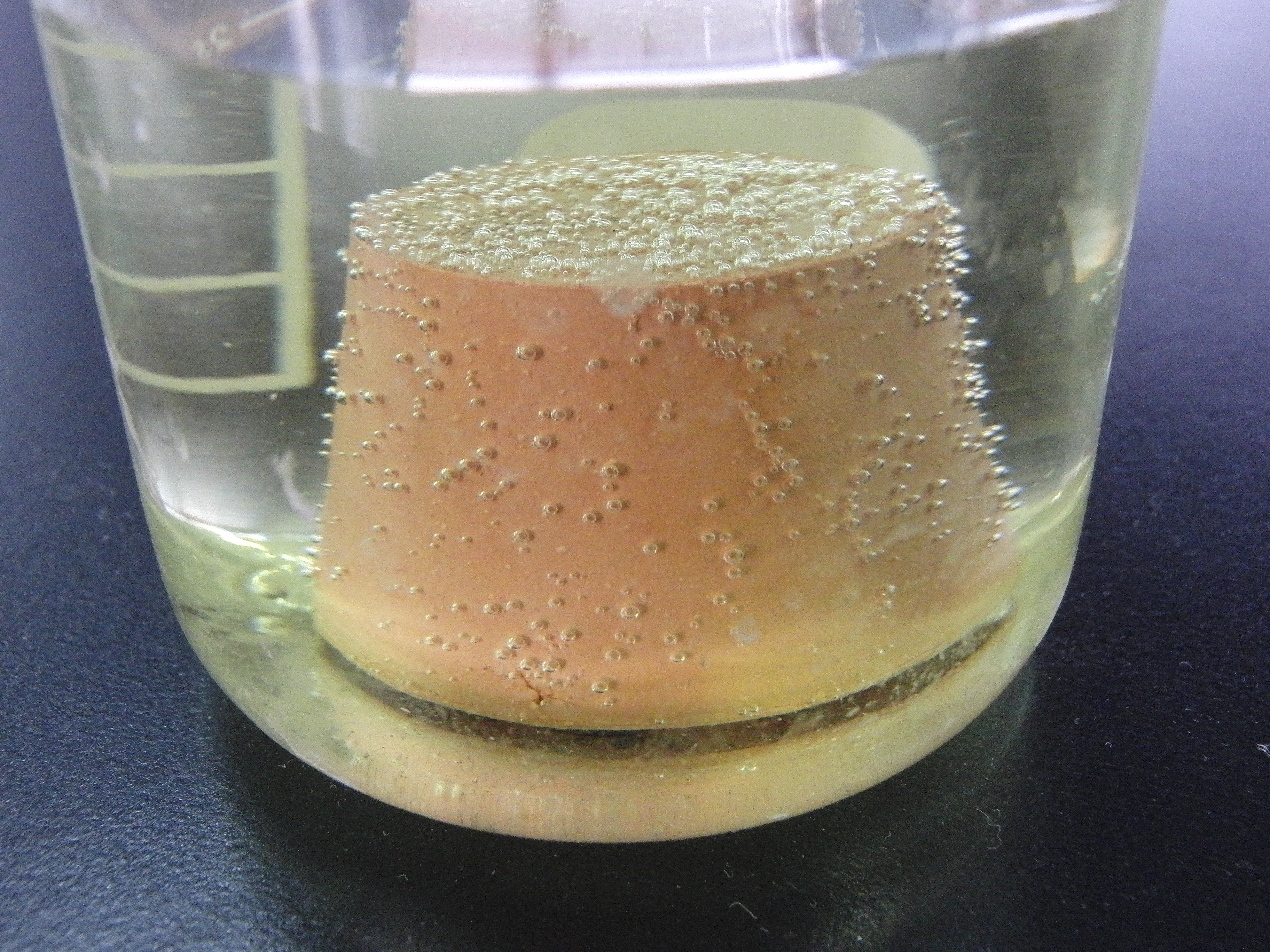
正浸泡在二氧化硫水溶液中的橡皮塞

## 拓展阅读
- Andreas F. Voegele Mag., Christofer S. Tautermann MMag., Thomas Loerting Dr., et al. About the Stability of Sulfurous Acid (H2SO3) and Its Dimer（页面存档备份，存于）, 2002